# Бодрумски полуостров
Бодрумският полуостров (на турски: Bodrum Yarımadası) е полуостров в Югозападната част на Мала Азия. На него е разположен едноименния курортен град Бодрум, но има много други селища.

## Местоположение
Бодрумският полуостров е полуостров, разположен в югозападната част на Турция. Той е заобиколен от залива Мандалия на север, залив Гьокова на юг и Бяло море на запад. Намира се в Беломорския регион, който е един от седемте административни региона на Турция. Бодрум е най-големият град на полуострова и административен център на вилает Мугла. Полуостровът има средиземноморски климат; горещо лято и мека зима. Намира се приблизително на същата географска ширина с Гранада и Санта Круз и е на 37-ия паралел. Повечето местни жители предпочитат да използват думата „Бодрум“ както за самия град, така и за целия полуостров. Тъй като на полуострова има много други градове и села, това понякога може да доведе до недоразумения за някои от туристите, които не винаги знаят разликата. Разстоянията между градовете и селата са сравнително кратки и обществения транспорт улеснява пътуването от една точка на полуострова до друга

## География
Тъй като Бодрумският полуостров е заобиколен от топлите води на Бяло море от запад, има добра видимост към гръцкия остров Кос и към няколко по-малки турски острова.
Планинският терен на полуострова е с площ от 557 квадратни километра. Бреговата ивица е 174 км и предлага различни места за плуване и трениране на водни спортове, предлагайки невероятна гледка към Бяло море и Егейските острови.
Двете планини, Яран и Пазар, образуват върховете на полуострова. Най-високата точка е връх на Яранската планина с височина 879 метра на изток. Яранската планина се спуска на запад и образува Пазарска планина, която има надморска височина 690 метра.

## Галерия
- Изглед към полуострова
- Скални форми на полуострова
- Подрумската крепост
- Морския фар в Бодрум
- Статуя в Бодрум
- Водите около Бодрум
- Изглед към брега на полуострова